# Psychrolutes marcidus
Psychrolutes marcidus (McCulloch, 1926), conosciuto comunemente come pesce blob per la sua conformazione molle, è un pesce abissale appartenente alla famiglia Psychrolutidae.

## Distribuzione e habitat
Questa specie vive nell'Oceano Pacifico sudoccidentale, nelle acque costiere australiane meridionali, a una profondità compresa tra i 600 e i 1200 metri.
Attualmente è a rischio di estinzione a causa della pesca a strascico sui fondali. A causa dell'inaccessibilità del suo habitat, è stato studiato e fotografato raramente in natura.

## Descrizione
Psychrolutes marcidus è tipicamente più corto di 30 cm, con un corpo poco compresso ai fianchi, testa grossa e occhi grandi. Le pinne sono ampie e arrotondate. La livrea del corpo è grigio rosata, chiazzata di bruno. La bocca e le labbra sono bianco-rosate.
Alle profondità in cui vive, dove la pressione è da 60 a 120 volte maggiore rispetto a quella percepita in superficie, l'utilizzo di una vescica natatoria per mantenere l'assetto idrostatico non è efficace. Invece questa specie ha una carne dall'aspetto gelatinoso, con peso specifico leggermente inferiore rispetto a quello dell'acqua. Il che gli permette di galleggiare sul fondale oceanico, senza spendere energie per nuotare. La sua relativa mancanza di muscoli non è uno svantaggio, siccome principalmente ingoia materiale edibile galleggiante, come i crostacei delle profondità oceaniche.
L'impressione comune che si tratti di un essere deforme è parzialmente dovuta ai traumi da decompressione subiti dai primi esemplari che sono stati pescati. Per il suo aspetto è stato votato come "animale più brutto del mondo", venendo eletto come mascotte della Ugly Animal Preservation Society. In realtà nel suo ambiente naturale ha un aspetto molto simile ai pesci ossei più conosciuti.